# Gabriel Karnkowski (zm. 1667)
Gabriel Karnkowski herbu Junosza (zm. w 1667 roku w Kłodawie) – kasztelan raciąski w 1664 roku.
Syn kasztelana wyszogrodzkiego Stanisława i Anny Łużeckiej. Jako senator wziął udział w sejmie zwyczajnym 1664/1665 roku. Podpisał elekcję Jana II Kazimierza Wazy.
Był fundatorem drugiego kościoła w Sikorzu.